# Leucothyreus melchiades
Leucothyreus melchiades är en skalbaggsart som beskrevs av Ohaus 1918. Leucothyreus melchiades ingår i släktet Leucothyreus och familjen Rutelidae. Inga underarter finns listade i Catalogue of Life.